# سلمان بن أحمد آل خليفة
سلمان بن أحمد بن محمد بن خليفة، الحاكم الرابع للبحرين من عائلة آل خليفة، تولى الحكم من 1795 إلى 1825.
والده هو أحمد بن محمد آل خليفة المعروف باسم أحمد الفاتح.

## السيرة الذاتية
بعد وفاة أحمد الفاتح خلفه ابنه سلمان عام 1795 الذي عاصر عبد العزيز بن محمد آل سعود الدولة السعودية الأولى وعندما تمكن عبد العزيز من الاستيلاء على الإحساء فقد تمكنت قوات الدولة السعودية الأولى بقيادة إبراهيم بن عفيصان من محاصرة الزبارة حيث اضطر سلمان إلى الذهاب إلى البحرين ولكن لم يهنأ له العيش في البحرين فقد جاءهم عبر البحر حاكم مسقط سلطان بن أحمد بن سعيد في مايو 1801 فبادر إليه سلمان وأظهر موالاته وعقد معه صُلحاً قدَّم بموجبه أحد إخوانه رهينة لحاكم مسقط وولى سلطان ابنه سعيد والي على البحرين عام 1800 وعاد إلى مسقط وعاد آل خليفة إلى الزبارة وعندما علم آل خليفة بوفاة ابنهم الرهينة لدى حاكم مسقط شرعوا في البدء باتخاذ التدابير المناسبة لاستعادة البحرين فطلب سلمان العون والمساعدة من عبد العزيز الذي أوفد إليه أحد قادته إبراهيم بن عفيصان الذي تمكن من مساعدة أهل الزبارة في استعادة البحرين وطرد سعيد بن سلطان منها ولكن إبراهيم بن عفيصان لم يدع آل خليفة يقيمون في البحرين وأعادهم إلى الزبارة وبعد أن كانت جزيرتهم في يد آل سعيد أصبحت في قبضة آل سعود.
فعزم آل خليفة على رفع أمر ابن عفيصان إلى عبد العزيز ليعينهم في العودة إلى البحرين وقبل أن يتخذوا هذه الخطوة فاجأتهم جيوش آل سعود واستولوا على الزبارة وجاء الأمر لآل خليفة بالسفر إلى الدرعية التي صار الحكم فيها إلى سعود. فوصل إلى الدرعية في عام 1809 ثلاثة من وجوه آل خليفة ومعهم بعض أهل الزبارة. فأذن سعود لأهل الزبارة بالعودة إلى ديارهم وأبقى آل خليفة محجوزين لديه. في هذه الأثناء توجه الشيخ عبد الرحمن بن راشد آل فاضل ابن أُخت آل خليفة من الزبارة يطلب العون والمساعدة من سعيد حاكم مسقط فلم يجد لديه سوى دعم مادي استغله في تجنيد جيش من عرب النصور المقيمين في بلاد فارس. أخبر أخواله آل خليفة بأنه تمكن من إعداد جيش يستطيع به استرداد البحرين فوافاه أخواله عندها وتمكنوا من إخراج إبراهيم بن عفيصان من البحرين. فنزل إبراهيم بن عفيصان عند رحمة بن جابر الجلهمي في قطر. بذلك استولى عبد الرحمن بن راشد على البحرين وأعادها إلى آل خليفة عام 1810. مازال سلمان محتجز في الدرعية لدى سعود الذي أرسل رجال ليأتوه بالخبر هل استولى عبد الرحمن على البحرين لنفسه أم ليعيدها إلى سيادة آل خليفة. عندما التقى رسل سعود بعبد الرحمن أغلظوا له القول ومما قالوه: كيف يستولي أبناء سلمان على البحرين ووالدهم عندنا. فغضب رجال سعود بن عبد العزيز من هذا الرد وهددوا خليفة بن سلمان وعبد الرحمن بن راشد بأن البحرين لو كانت متصلة بالبر لما جعلوا فيها حصاة فوق أختها. فرد عليهم عبد الرحمن بأنه لو تمكن من أن يطل بسفينة على الدرعية لَجَعَل عاليها سافِلَها. ولكن آل سعود انشغلوا في ذلك الوقت بحملة إبراهيم محمد علي باشا التي وصلت إلى الحجاز فأطلقوا سراح آل خليفة وعاد الشيخ سلمان بن أحمد آل خليفة إلى حكمه وجعل إقامته في مدينة الرفاع في البحرين وبنى بها قلعة الرفاع عام 1812 فعادوا إلى البحرين.
إذا كان آل خليفة قد تخلصوا من سيطرة الدولة السعودية الأولى فقد بقي لهم عدو في قطر هو القائد السعودي إبراهيم بن عفيصان الذي تحالف مع رحمة بن جابر الجلاهمة الذي كان ذا قوة وشجاعة فائقة كما كان يحظى بتقدير عال من قومه ولم يخضع من قبل لآل خليفة. عندما نزل عليه ابن عفيصان زاده طمعا في الاستيلاء على قطر والبحرين وأخذ الحكم من آل خليفة. لم تكن أطماع رحمة بن جابر خافية على آل خليفة فما كان منهم إلا أن أبحروا بسفنهم من البحرين إلى قطر للقضاء عليه مع ابن عفيصان قبل أن يستفحل خطرهما. لقي رحمة وحليفه ابن عفيصان هزيمة منكرة على يد آل خليفة لكنها لم تقض على خطرهما تماما.
تعرض آل خليفة بعد ذلك لهجوم من حاكم عُمان سعيد بن سلطان الذي قبض على إحدى سفن البحرين المتجهة إلى الهند وفيها عبد الرحمن بن راشد آل فاضل عدوه الأكبر فاعتقله في مسقط وكتب إلى آل خليفة يأمرهم بطاعته وأداء الخراج له فرفض آل خليفة شروطه فاستعد لحربهم فجاء بأسطوله إلى البحرين ومعه رحمة بن جابر ونزلوا في سترة. هزمهم آل خليفة شر هزيمة عام 1815 وفر أهل عُمان عائدين إلى بلادهم عبر البحر ثم توفي سلمان بن أحمد فخلفه أخوه عبد الله بن أحمد عام 1821.

## الأسرة
- خليفة بن سلمان بن أحمد آل خليفة.
- عبد الرزاق بن سلمان آل خليفة.
- فهد بن سلمان آل خليفة.
- أحمد بن سلمان آل خليفة.
- عبد الرحمن بن سلمان آل خليفة.
- جراح بن سلمان آل خليفة.
- محمد بن سلمان بن أحمد آل خليفة.
- صباح بن سلمان آل خليفة.
- داود بن سلمان آل خليفة.
- حميد بن سلمان آل خليفة.
- راشد بن سلمان بن أحمد آل خليفة.
- عبد الوهاب بن سلمان آل خليفة.
- عائشة بنت سلمان آل خليفة.